# Bagual
Bagual är en ort i Argentina.   Den ligger i provinsen San Luis, i den centrala delen av landet, 700 kilometer väster om huvudstaden Buenos Aires. Bagual ligger 347 meter över havet och antalet invånare är 230.
Terrängen runt Bagual är mycket platt, och sluttar österut. Trakten runt Bagual är nära nog obefolkad, med mindre än två invånare per kvadratkilometer.. Närmaste större samhälle är Fortuna, 17,0 kilometer öster om Bagual.
Omgivningarna runt Bagual är i huvudsak ett öppet busklandskap.